# Egylabdás egyéni croquet az 1900. évi nyári olimpiai játékokon
Az 1900. évi nyári olimpiai játékokon volt először és utoljára egylabdás egyéni croquet (krokett). Ebben a számban kilencen indultak; valamennyien franciák voltak. Két nő is volt az indulók között, ami egyedülálló volt. A nevezési határidő 1900. május 31., a nevezési díj 3 frank volt. A ma megszokott arany-, ezüst- és bronzérem helyett egyedül a győztes kapott egy emlékérmet. A versenyt július 22-én kezdték meg, majd ezt követően vasárnaponként folytatták egészen augusztus 15-ig. Az olimpiáról szóló hivatalos jelentés szerint „a párizsi társaság makacssága, amellyel ragaszkodtak ahhoz, hogy a verseny több héten át tartson ellehetetlenítette a vidéki és külföldi versenyzők részvételét”. A helyszín a Párizs melletti Bois de Boulogne-ban volt.

## Eredmény

### Első kör
| Helyezés | Játékos                                     | Pont |
| -------- | ------------------------------------------- | ---- |
| 1        | Franciaország (FRA) · Chrétien Waydelich    | 11   |
| 2        | Franciaország (FRA) · Georges Johin         | 13   |
| 3        | Franciaország (FRA) · Al. Blachère          | 17   |
| 4        | Franciaország (FRA) · Gaston Aumoitte       | 18   |
| 5        | Franciaország (FRA) · Madame Desprès        | 24   |
| —        | Franciaország (FRA) · Jeanne Filleaul-Brohy | DNF  |
| —        | Franciaország (FRA) · Marcel Haëntjens      | DNF  |
| —        | Franciaország (FRA) · Marie Ohier           | DNF  |
| —        | Franciaország (FRA) · Jacques Sautereau     | DNF  |

### Második kör
| Helyezés | Játékos                                  | Pont |
| -------- | ---------------------------------------- | ---- |
| 1        | Franciaország (FRA) · Georges Johin      | 16   |
| 2        | Franciaország (FRA) · Gaston Aumoitte    | 18   |
| 3        | Franciaország (FRA) · Chrétien Waydelich | 20   |
| 4        | Franciaország (FRA) · Al. Blachère       | 22   |

### Döntő
| Helyezés | Játékos                               | Pont |
| -------- | ------------------------------------- | ---- |
| 1        | Franciaország (FRA) · Gaston Aumoitte | 15   |
| 2        | Franciaország (FRA) · Georges Johin   | 21   |